# Lycoris folliculata
Lycoris folliculata är en ringmaskart som beskrevs av Savigny in Lamarck 1818. Lycoris folliculata ingår i släktet Lycoris och familjen Nereididae. Inga underarter finns listade i Catalogue of Life.